# IV Festival Mundial de la Juventud y los Estudiantes
El IV Festival Mundial de la Juventud y los Estudiantes tuvo lugar durante agosto de 1953 en Bucarest, capital de la entonces República Popular de Rumania. Organizada por la Federación Mundial de la Juventud Democrática (FMJD), la cuarta edición de su festival reunió a cerca de 30 000 jóvenes representantes de 111 países bajo el lema "¡No! ¡Nuestra generación ya no servirá a la muerte y la destrucción!"
La IV edición del Festival tuvo por objeto principal denunciar la ola anticomunista que se vivía por ese verano boreal de 1953, con la Guerra Fría en uno de sus puntos más álgidos. En la República Federal Alemana había sido acribillado Philipp Müller, militante comunista y delegado a la edición anterior del FMJE y menos de dos meses antes de comenzar la cuarta edición, en junio de 1953, habían sido ejecutados en la silla eléctrica Ethel y Julius Rosenberg, acusados de espionaje comunista.
El contexto internacional también era tenso; la guerra de Corea no había llegado a su fin y en Vietnam y Argelia se libraban guerras de Independencia contra la ocupación francesa. En este marco el Festival y sus preparativos se convirtieron en poderosas manifestaciones contra la guerra, precisamente en un país donde se estima que alrededor de 140.000 personas perdieron la vida combatiendo a la Alemania nazi.